# 티파니 해디시
티퍼니 해디시(Tiffany Haddish, 1979년 12월 3일 ~ )는 미국의 희극인, 배우이다. 《걸즈 트립》(2017)으로 주목 받았으며, 더 뉴요커는 2021년 3월 6일 21세기 최고의 영화 연기를 뽑으며 해디시의 《걸즈 트립》 연기를 포함시켰다.
2017년 《새터데이 나이트 라이브》에서 단발성 진행을 맡아 2018년 제70회 프라임타임 에미상 코미디 시리즈 부문 특별 출연 여우상을 수상했다.
타임지는 2018년 해디시를 세계에서 가장 영향력 있는 100인 중 하나로 선정하였다. 더 할리우드 리포터는 2018년과 2019년 2년 연속 연예계에서 가장 영향력 있는 100인 중 하나로 해디시를 꼽았다.
2021년 제63회 그래미상에서 《Black Mitzvah》(2019)로 최우수 코미디 앨범상을 받았으며 이로써 우피 골드버그에 이어 해당 상을 받은 두 번째 흑인 여성이 되었다.

## 출연 작품

### 영화
- 미트 더 스파르탄 (2008)
- Racing for Time (2008)
- Janky Promoters (2009)
- 러브 드라이브 (2011, Driving by Braille)
- 키아누 (2016)
- 걸즈 트립 (2017)
- 엉클 드류 (2018)
- 나이트 스쿨 (2018)
- 동상이몽 시스터즈 (2018, Nobody's Fool)
- 당신은 나라를 사랑하는가 (2018, The Oath)
- 레고 무비 2 (2019) - 애니메이션
- 마이펫의 이중생활 2 (2019) - 애니메이션
- 앵그리 버드 2: 독수리 왕국의 침공 (2019) - 애니메이션
- 비트윈 투 펀스: 투어 스페셜 (2019)
- 더 키친 (2019)
- 라이크 어 보스 (2020)
- 피니와 퍼브 무비: 캔디스, 우주에 맞서다 (2020) - 애니메이션
- 스폰지밥 무비: 핑핑이 구출 대작전 (2020) - 애니메이션
- 온 더 카운트 오브 쓰리 (2021, On the Count of Three)
- 인생 2막의 우정 (2021, Here Today)
- 배드 트립 (2021, Bad Trip)
- 카드 카운터 (2021)
- 미친 능력 (2022)
- 헌티드 맨션 (2023)
- 나쁜 녀석들: 라이드 오어 다이 (2024)

### 텔레비전
- Undateable (2010) - 본인 (다큐멘터리 시리즈)
- 새터데이 나이트 라이브 (2017) - 진행